# Henrik Lilius

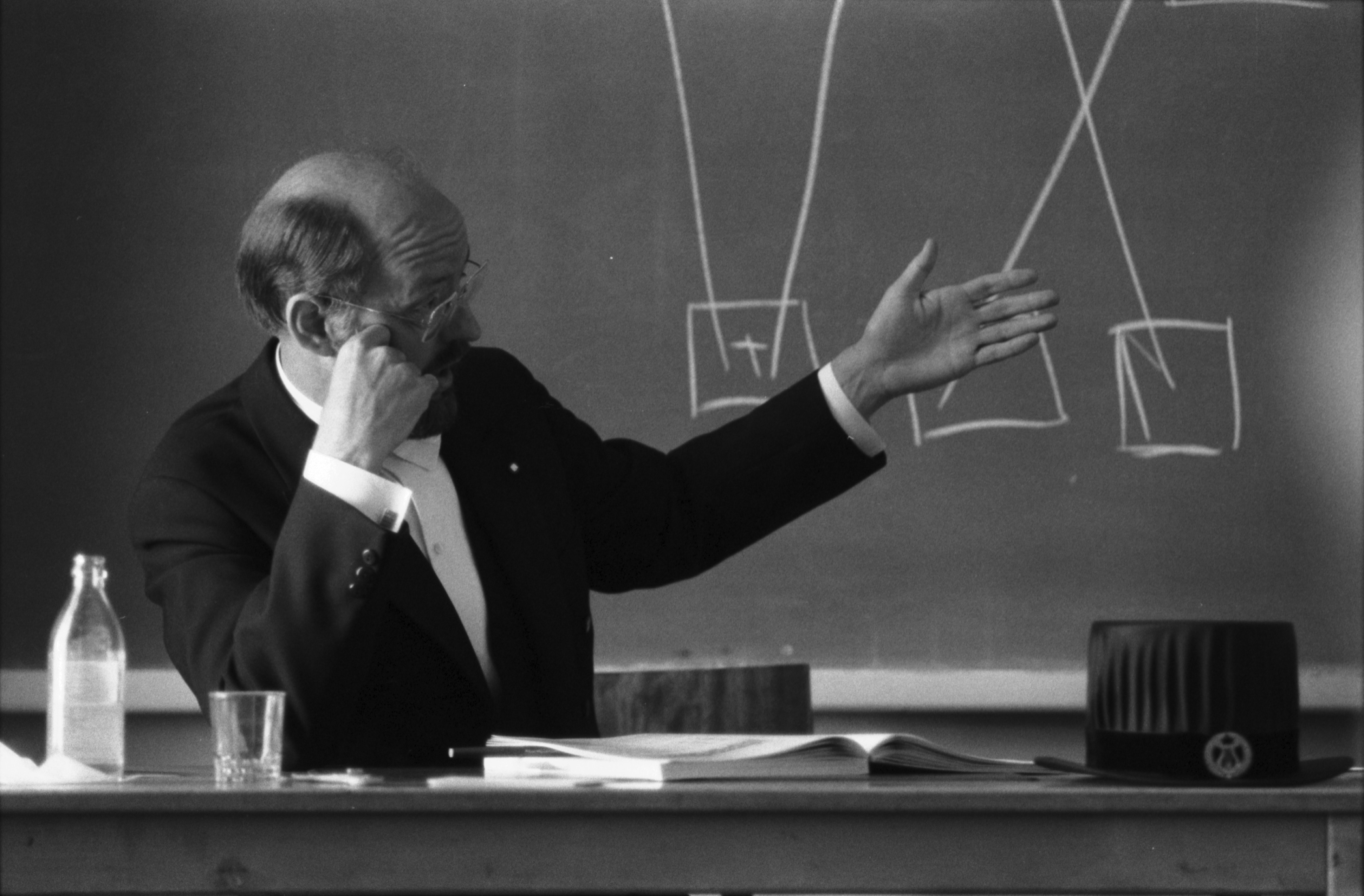
Henrik Lilius, 1985

Johan Henrik Lilius (geboren am 3. Februar 1939 in Wyborg; gestorben am 12. Juni 2024 in Helsinki) war ein finnlandschwedischer Kunst- und Architekturhistoriker.
Lilius wurde 1967 promoviert, während er einem Forschungsauftrag an der finnischen Akademie nachkam. Von 1972 bis 1976 war er Direktor des Institutum Romanum Finlandiae in Rom und der erste Kunsthistoriker in dieser Position. Während seiner Direktoriumszeit konzentrierte sich der Forschungsschwerpunkt des Instituts auf die Bäderausstattungen der Renaissance. Lilius verfasste zudem eine umfassende Monografie zu Geschichte und Ausstattung der Villa Lante, dem Sitz des Instituts. Im Anschluss folgte Lilius 1976 einem Ruf an die vormalige Technische Universität Helsinki auf den Lehrstuhl für Architekturgeschichte. Im Jahr 1983 wechselte er auf den Lehrstuhl für Kunstgeschichte an der Universität Helsinki und lehrte dort bis 1993.
Von 1993 bis 2003 war Lilius Generaldirektor der finnischen Altertumsverwaltung mit dem Titel „Staatsarchäologe“. Während dieser Zeit war er im Jahr 2000 Vizepräsident und 2001 Präsident des World Heritage Committee, dessen 25. Versammlung er 2001 in Helsinki durchführte. In seinem umfangreichen Schriftwerk setzte sich Lilius vorrangig mit Fragen der finnischen und der italienischen Architektur auseinander.

## Schriften (Auswahl)
- Der Pekkatori in Raahe. Studien über einen Eckverschlossenen Platz und seine Gebäudetypen. Weilin & Göös, Helsinki 1967.
- Birgittinerkyrkan i Nådendal. Weilin & Göös, Helsinki 1969.
- Joensuun kaupunki 1848–1890. Joensuun kaupungin museot, Joensuun 1972
- Villa Lante al Gianicolo: l’architettura e la decorazione pittorica. Bardi, Roma 1981.
- Esplanadi 1800-luvulla, Helsinki (schwedisch: Esplanaden på 1800-talet, Helsingfors, englisch: The Esplanade during the 19th Century, Helsinki). Rungsted Kyst (Dänemark), Nyborg/Helsinki 1984.
- Mit Rudolf Zeitler: Reclams Kunstführer Finnland. Kunstdenkmäler und Museen. Reclam, Stuttgart 1985.
- Herausgeber: Carl Ludwig Engel und das klassizistische Helsinki – Pläne und Zeichnungen. Katalog zur Ausstellung vom 28. Mai bis 15. August 1999 im Märkischen Museum, Berlin-Mitte. Finnland-Institut in Deutschland, Berlin 1999.
- Kaupan arkkitehtuuria suomalaisessa puukaupungissa. Suomalaisen Kirjallisuuden Seura, Helsinki 2003.
- Fängelsearkitektur i Finland, ca. 1635–1845. Vankeinhoidon koulutuskeskus, Helsinki 2004.